# Дворана мира и пријатељства
Дворана мира и пријатељства, такође позната и под скраћеницом СЕФ (грч. Στάδιο Ειρήνης και Φιλίας), је вишенаменска дворана која се налази у Пиреју (Грчка). Дворана је отворена 16. фебруара 1985. године. У периоду од 2002. до 2004. била је затворена због реновирања вршеног у склопу припрема за одржавање Олимпијских игара 2004. године.
Дворана је првенствено намењена за одигравање спортских догађаја, али поред тога у њој се одржавају и концерти, конгреси...
За потребе кошаркашких утакмица поседује максимални капацитет од 14.940 седећих места. Међутим, обично су у употреби само средњи и горњи ниво трибина који дају капацитет од 11.600 седећих места.
Ова дворана је домаћи терен кошаркашког клуба Олимпијакос.

## Значајнији догађаји
- Атлетика:
  - 1985: Европско првенство у дворани
- Кошарка:
  - 1985: Финале ФИБА Купа европских шампиона 1984/85.
  - 1987: Европско првенство
  - 1989: Финале ФИБА Купа победника купова 1988/89.
  - 1993: Фајнал фор ФИБА Евролиге 1992/93.
  - 1998: Светско првенство
- Одбојка:
  - 1989: Финале Лиге шампиона за мушкарце 1988/89.
  - 1992: Фајнал фор Лиге шампиона за мушкарце 1991/92.
  - 1993: Фајнал фор Лиге шампиона за мушкарце 1992/93.
  - 1994: Светско првенство за мушкарце
  - 1995: Европско првенство за мушкарце
  - 1996: Фајнал фор Купа победника купова за мушкарце 1995/96.
  - 2004: Олимпијске игре 2004. - одбојкашки турнир
  - 2005: Фајнал фор ЦЕВ купа за мушкарце 2004/05.
- Рвање:
  - 1986: Европско првенство
  - 1999: Светско првенство
- Дизање тегова:
  - 1999: Светско првенство